# Land- und Stadtgericht Meseritz
Das Land- und Stadtgericht Meseritz war von 1834 bis 1849 ein preußisches Land- und Stadtgericht mit Sitz in Meseritz.

## Geschichte
Nach dem Ende der Franzosenzeit wurde die der französische Gerichtsorganisation entsprechende Gerichtsorganisation im Herzogtum Warschau 1815 zunächst von Preußen übernommen. Das Friedensgericht Meseritz wurde fortgeführt und dem Landgericht Meseritz zugeordnet. 1834 wurde die Gerichtsorganisation geändert und einheitlich Land- und Stadtgerichte gebildet. In dem – nun verkleinerten – Sprengel des Oberlandesgerichtes Posen bestanden 20 dieser Gerichte, darunter das Land- und Stadtgericht Meseritz.
Das Land- und Stadtgericht Meseritz war für den Kreis Meseritz zuständig. Dazu gehörten die Städte Meseritz mit 4598 Einwohnern (1838), Betsche mit 1174 Einwohnern, Brätz mit 1475 Einwohnern, Bentschen mit 1638 Einwohnern und Tirschtiegel mit 2272 Einwohnern sowie 117 Dorfschaften mit 24.578 Einwohnern. Zusammen gab es damit 35.735 Gerichtseingesessene. Gerichtstage wurden in Bentschen gehalten.
Am Gericht waren ein Direktor, sechs Richter, neun Subalterne und sechs Unterbeamte beschäftigt. Es war damit ein Land- und Stadtgericht 1. Klasse. Diese wirkten bei wesentlichen Fällen als Kollegialorgan. 
1849 wurden die Land- und Stadtgerichte aufgelöst und durch Kreisgerichte ersetzt. Damit entstand das Kreisgericht Meseritz im Sprengel des Appellationsgerichts Posen.